# 海風 (白露型駆逐艦)
海風（うみかぜ）は、大日本帝国海軍の駆逐艦。一等駆逐艦白露型の7番艦。改設計が行われていることから海風型駆逐艦/改白露型駆逐艦の1番艦とされることもあるが、帝国海軍の公式分類は白露型である。この名を持つ帝国海軍の艦船としては海風型駆逐艦1番艦「海風」に続いて2隻目。

## 艦歴

### 太平洋戦争以前
第二次軍備補充計画(通称「②計画」)で計画された海風以降の4艦（海風、山風、江風、涼風）は第四艦隊事件の影響で設計が若干改められ、「改白露型」もしくは「海風型」と呼ばれることもある。変更は主に船体構造であった。外観の特徴としては艦橋形状が変更され、のちの朝潮型駆逐艦、陽炎型駆逐艦も海風型と同一形状を採用している。対空用に採用した40mm機銃（毘式四十粍機銃）2挺は、海風型（改白露型）では13mm連装機銃2基に改められている。
1934年（昭和9年）11月19日、日本海軍は呉海軍工廠で建造の水上機母艦を『千歳』、浦賀船渠で建造予定の駆逐艦を『五月雨』、舞鶴要港部の駆逐艦を『海風』と命名した。
同日附でおこなれた艦艇類別等級表の改訂により有明型駆逐艦の項が削除され、1番艦であった「有明」と2番艦であった「夕暮」は初春型駆逐艦に類別となる。また、3番艦であった「白露」をネームシップとする白露型駆逐艦の項が新設され、（白露、時雨、村雨、夕立、春雨）までが白露型駆逐艦となり、命名された2隻（五月雨、海風）も白露型となった。
「海風」は舞鶴工廠で1935年（昭和10年）5月4日に起工。第四艦隊事件のため一時工事を中止し、1936年（昭和11年）5月より工事を再開。11月27日に進水。12月1日附で日本海軍は、睦月型駆逐艦11番艦「望月」駆逐艦長成富武光少佐を海風艤装員長に任命する。同日附で山田雄二中佐も江風艤装員長に任命されている。
1937年（昭和12年）4月9日、若狭湾（宮津湾）で全力公試を実施、同時期には海上試運転中に冠島と衝突しかけている。4月15日、成冨海風艤装員長は制式に海風初代艦長となり、艦幹部達も任命された。
5月31日に竣工。佐世保鎮守府所属。
1937年（昭和12年）5月31日、本艦の竣工とともに海風型（改白露型）2隻（海風、江風）により第二十四駆逐隊（駆逐隊司令久宗米次郎大佐）が編制される。司令駆逐艦は「江風」に指定。姉妹艦2隻（山風、涼風）も竣工と共に順次24駆に編入され、同隊は海風型（改白露型）駆逐艦4隻（海風、山風、江風、涼風）を揃えた。
同年8月23日、日中戦争にともなう陸軍上陸作戦および対地支援砲撃中に第二十四駆逐隊は中華民国軍の空襲を受け、至近弾により「海風」で軽傷者1名を出した。その後も、陸軍兵輸送、海軍陸戦隊派遣、対地砲撃支援、掃海作業などの諸任務に従事した。
1938年（昭和13年）12月15日、第二十四駆逐隊司令久宗米次郎大佐は迅鯨型潜水母艦2番艦長鯨艦長へ転任した（後日、久宗は軽巡川内艦長、重巡青葉艦長、戦艦長門艦長、山城艦長等を歴任）。後任の24駆司令は中川浩大佐となる。同日附で、成冨（海風艦長）は空母加賀運用長へ転任し、白露型姉妹艦五月雨駆逐艦長渡邉保正少佐が海風駆逐艦長（二代目）となる。
1939年（昭和14年）10月15日、渡邉（海風艦長）は朝潮型駆逐艦2番艦大潮艦長へ転任する（後日、陽炎型駆逐艦16番艦嵐艤装員長・初代駆逐艦長等を歴任）。後任の海風駆逐艦長は、大潮および朝潮駆逐艦長を兼務していた飛田健二郎少佐となる。
1940年（昭和15年）10月19日附で中川（24駆司令）は古鷹型重巡洋艦1番艦古鷹艦長へ転任、後任の24駆司令には第二十七駆逐隊司令松原博大佐（後日、松原は軽巡阿賀野艦長、空母翔鶴沈没時艦長等を歴任）が任命された。11月、第二十四駆逐隊は第2艦隊・第四水雷戦隊（司令官西村祥治少将：旗艦「那珂」）に編入された。

### 太平洋戦争緒戦
1941年（昭和16年）7月25日附で、飛田（海風艦長）は陽炎型駆逐艦8番艦雪風駆逐艦長へ転任。後任の海風駆逐艦長は、吹雪型駆逐艦曙駆逐艦長清水逸郎中佐となる。同日附で第24駆逐隊司令も松原大佐から平井泰次大佐に交代した。
第24駆逐隊（海風、江風、山風、涼風）は平井大佐の指揮下で太平洋戦争を迎えた。第四水雷戦隊（旗艦那珂、第2駆逐隊《村雨、五月雨、春雨、夕立》、第9駆逐隊《朝雲、峯雲、夏雲、山雲》、第24駆逐隊《海風、江風、山風、涼風》）は、第三艦隊司令長官高橋伊望中将（旗艦足柄）を指揮官とする比島部隊（フィリピン攻略後は蘭印部隊に改称）に所属して、南方部指揮官（第四戦隊司令官兼務）近藤信竹第二艦隊司令長官（旗艦愛宕）の指揮下で南方作戦にのぞむ。
レガスピー上陸作戦、ラモン湾上陸作戦に従事。1942年（昭和17年）1月から蘭印作戦に加わり、タラカン攻略作戦、バリックパパン攻略作戦（バリクパパン沖海戦）、マカッサル攻略作戦、ジャワ島およびスラバヤ攻略作戦（スラバヤ沖海戦）、パナイ島攻略作戦に参加した。
1942年（昭和17年）2月上旬、「海風」はスラウェシ島マカッサル攻略作戦に従事した。攻略作戦そのものは成功したが、2月4日に駆逐艦「涼風」がアメリカ潜水艦スカルピンの雷撃で大破した。2月9日には陽炎型駆逐艦6番艦「夏潮」（第15駆逐隊）がアメリカ潜水艦S-37（USS S-37,SS-142）の雷撃で大破、同型3番艦「黒潮」（第15駆逐隊）の曳航中に沈没した。
2月下旬のスラバヤ沖海戦で第四水雷戦隊は活躍するが、「海風」と朝潮型7番艦「夏雲」（第9駆逐隊）は輸送船団護衛を下令されたため、戦闘には参加していない。
4月10日、第24駆逐隊は第一水雷戦隊（司令官大森仙太郎少将：旗艦阿武隈)に編入された。
4月27日、海風駆逐艦長は清水中佐から白露型1番艦白露駆逐艦長杉谷永秀中佐に交代する（後日、清水は夕雲型駆逐艦12番艦「早波」駆逐艦長。1944年6月7日、同艦沈没時に戦死）。
4月30日、警戒部隊編入。6月上旬のミッドウェー海戦では主力部隊の護衛に従事した。
日本本土帰投直後の6月23日、白露型8番艦「山風」（第24駆逐隊）が東京湾沖でアメリカ潜水艦ノーチラスの雷撃で撃沈され、第24駆逐隊は3隻（海風、江風、涼風）編制になった。
7月14日、第24駆逐隊は第二水雷戦隊（司令官田中頼三少将：旗艦神通）に編入される。
7月30日附で第24駆逐隊司令は村上暢之助大佐に交代する（平井大佐は8月15日附で軽巡洋艦夕張艦長）。

### 第二次ソロモン海戦
8月7日、連合軍はウォッチタワー作戦を発動してガダルカナル島とフロリダ諸島に上陸を開始。ガダルカナル島の戦いおよびフロリダ諸島の戦いが始まると、第二水雷戦隊はソロモン諸島に投入された。
8月11日、村上司令指揮下の第二十四駆逐隊（海風、江風、涼風）は横須賀を出港。
2隻（海風、涼風）は千歳型水上機母艦「千歳」を護衛してトラック泊地へ向かった。「江風」は第九駆逐隊（朝雲、夏雲、峯雲）と共に出撃した。
8月17日、増援部隊指揮官の田中頼三・第二水雷戦隊司令官が指揮する増援部隊（神通、海風、涼風、江風、哨戒艇4隻《第一号哨戒艇、第二号、第三十四号、第三十五号》）は、一木清直陸軍大佐の支隊（第二梯団）及び海軍陸戦隊を移載する輸送船3隻（ぼすとん丸、大福丸、金龍丸）護衛を命じられる。一木大佐と一木部隊先遣隊は陽炎型駆逐艦6隻（嵐、萩風、陽炎、谷風、浦風、浜風）によってガダルカナル島へ向け先行しており、増援部隊は先遣隊と合流する事を目指していた（先遣隊は8月19日上陸、8月21日イル川渡河戦で全滅）。
同日、第二十四駆逐隊（江風、海風、涼風）は旗艦「神通」に追随してトラック泊地を出撃、翌日に一木師団第二梯団輸送船団（ぼすとん丸、大福丸、金龍丸）と合流した。
8月19日昼間、ガ島ルンガ泊地周辺で行動中の挺身隊（嵐、萩風、陽炎）は空襲を受け、「萩風」が大破する。同艦は「嵐」に護衛されてトラック泊地へ撤退した。同海域には「陽炎」1隻が残された。田中司令官は「江風」に対し「陽炎」と任務を交替するよう下令。江風は輸送船団と本艦を含む護衛部隊（第二水雷戦隊）から分離してガ島海域へ先行、燃料不足の「陽炎」とガダルカナル島周辺警戒任務を交代後に米駆逐艦隊と交戦し、うち1隻（ブルー）を撃沈した。
だが戦況は日本軍にとって不利になっていた。8月24日の第二次ソロモン海戦で、帝国海軍は空母「龍驤」を喪失、アメリカ海軍は空母エンタープライズが中破したものの、空母サラトガとガダルカナル島航空基地（アメリカ軍ヘンダーソン飛行場）は健在であり、アメリカ軍の航空戦力は依然として戦闘力を保っていた。
8月25日午前6時、ガ島飛行場砲撃を終えて北上してきた駆逐艦5隻（睦月、弥生、磯風、陽炎、江風）は、海風以下輸送船団と合流する。直後に急降下爆撃機SBDドーントレスとB-17型爆撃機の空襲を受け、駆逐艦「睦月」と輸送船「金龍丸」が沈没。「神通」は炎上して戦闘不能となった。田中司令官は2隻（神通、涼風）をトラック泊地へ退避させ、旗艦を「陽炎」に変更する。沈没艦生存者を乗せた3隻（弥生、哨戒艇一号、二号）をラバウルへ向かわせる。26日夕刻、燃料不足となった「海風」は「陽炎」と共にショートランド泊地へ先行し、田中司令官は泊地で駆逐艦輸送作戦について打ち合わせをおこなう。磯風艦長指揮下の船団（磯風、江風、哨戒艇三十四号、三十五号、ぼすとん丸、大福丸）も22時にショートランド諸島ショートランド泊地に到着した。第二次ソロモン海戦は、敵制空権下で低速の輸送船団をガダルカナル島へ強行突入させる事が困難であることを証明。帝国海軍は輸送船の投入を諦め、軽快・高速の駆逐艦による輸送作戦を実施することになった。

### ガダルカナル島の戦い（9月）
1942年（昭和17年）8月下旬から9月にかけて、第24駆逐隊（海風、江風、涼風）は外南洋部隊（第八艦隊）に所属し、駆逐艦によるガダルカナル島への高速輸送作戦『鼠輸送』に従事した。
8月27日、ガ島揚陸予定の部隊は輸送船2隻（ぼすとん丸、大福丸）から徹夜で駆逐艦3隻（海風、江風、磯風）に移乗し、第24駆逐隊司令村上暢之助大佐指揮のもと、同日5時30分にショートランド泊地を出撃する。陽炎型12番艦「磯風」は第17駆逐隊所属だが、臨時に24駆の指揮下に入った。しかし川口支隊（第20駆逐隊便乗中）との合流をめぐって帝国海軍は混乱し、上級部隊の命令に従い第24駆逐隊はショートランド泊地に引き返した（17時30分着）。
8月28日、増援部隊指揮官田中頼三第二水雷戦隊司令官は、旗艦を青葉型重巡洋艦2番艦「衣笠」に変更した。午前6時、第24駆逐隊（海風、江風、磯風）はショートランド泊地を出撃してガ島へ向かい、また北方からも第20駆逐隊（天霧、朝霧、夕霧、白雲）が南下してガ島揚陸を目指す。だが第20駆逐隊はアメリカ軍機の空襲で大損害（朝霧沈没、夕霧・白雲大破、駆逐隊司令山田雄二大佐戦死）を受け救援のために「陽炎」が派遣された。航空支援がない限り揚陸成功の見込みなしと判断した村上大佐（24駆司令）は「本日ノ揚陸ヲ断念シ引返ス、28日1925」を打電し、独断で反転する。田中司令官も駆逐艦輸送作戦に消極的となったが、外南洋部隊（第八艦隊）司令部は『「カ」号作戦は駆逐艦を以て陸兵を輸送し任務を強行する外今更方法なきを以て引続き既定方針を決行せしめらるる方針なり』を通知した。
8月29日、「磯風」で発電機故障が発生したため輸送作戦に参加できなくなり、駆逐艦5隻（第24駆逐隊《海風、江風》、第11駆逐隊《初雪、吹雪、白雪》）はガ島揚陸作戦を実施する。陸兵の揚陸には成功したが、第24駆逐隊司令は撃滅を命じられていたルンガ泊地方面の米軍艦艇（輸送船2隻、巡洋艦1隻、駆逐艦2隻）を攻撃することなく帰途につき、上級司令部を激怒させた。当事軍令部将校だった高松宮宣仁親王は、第二次ソロモン海戦時の田中頼三二水戦司令官、村上24駆司令について『コウナルト田中司令官、遠山先任参謀ハマルデ駄目ダト云フ札付ニナル。第二十四駆逐隊司令、村上大佐仝ジ様ナ駄目ナリ。困難ナリト云ツテモヨイガ、ソレヲヤレト云ハレタラヤツテノケルダケノ断行力ガナクテハナラヌ。』と評している。
8月31日午前6時、第三水雷戦隊司令官橋本信太郎少将指揮下の三水戦各艦（軽巡洋艦川内、第19駆逐隊《浦波、敷波》）がショートランド泊地に到着。これをもって田中二水戦司令官は増援部隊指揮官を更迭され（発令8月29日）、駆逐艦「夕霧」に乗艦してトラック泊地へ戻った。以降、橋本三水戦司令官は軽巡川内を旗艦として、ガダルカナル島への輸送作戦を指揮する。
この間、神通護衛のためトラック泊地に向かっていた「涼風」がショートランド泊地に到着、24駆逐隊司令指揮下の8隻（海風、江風、涼風、陽炎、初雪、吹雪、白雪、天霧）はガ島への輸送作戦を実施し21時30分に川口清健陸軍少将（川口支隊長）を含む陸兵約1200名の揚陸に成功した。9月1日にショートランド泊地へ戻った。
9月2日、上層部（連合艦隊、第八艦隊）の不興を買っていた村上大佐は第24駆逐隊司令を解任された。
9月3日、第24駆逐隊新司令に陽炎型駆逐艦10番艦「時津風」駆逐艦長中原義一郎中佐（白露型4番艦夕立初代駆逐艦長）をあてる人事が決まる。中原中佐着任までの間、暫定的に村上大佐が指揮を継続することになった。
9月4日、陸軍青葉支隊をガ島へ輸送するため、増援部隊各隊はショートランド泊地を出撃した。輸送隊（浦波隊《浦波、敷波、有明》、夕立隊《夕立、初雪、叢雲》）と川内隊（川内、海風、江風、涼風）は21時から23時にかけてガ島揚陸を実施する。川内隊は、陸軍部隊の大発動艇輸送作戦（舟艇機動）を掩護する役目も与えられており、4日深夜から5日午前1時頃まで掩護を実施した。
また夕立隊はルンガ泊地に突入して米軍輸送駆逐艦2隻を撃沈する。宇垣纏連合艦隊参謀長は『曩の二十四駆逐隊司令に比し雲壌の差あり。矢張り攻撃精神旺盛なるものはよく勝を収む』と戦藻録に記載し、夕立隊指揮官吉川潔中佐（夕立駆逐艦長）を絶賛している。
9月5日附で駆逐艦4隻（海風、江風、涼風、夕立）および特設水上機母艦山陽丸は外南洋部隊（第八艦隊）に編入された。
9月7日、駆逐艦5隻（海風、江風、涼風、初雪、叢雲）はガ島揚陸作戦を実施した。本作戦における各艦は大発動艇を曳航していたが、波浪の為に上手くいかなかった。第24駆逐隊は揚陸成功後、ルンガ泊地に突入したが敵艦艇を発見できず、対地砲撃を実施したのち、9月8日14時に帰投した（アメリカ軍によるとYPボート1隻炎上）。7日の揚陸により、川口・一木支隊の輸送は終了。前述のように、上級司令部の不興を買っていた村上大佐は9月2日附で第24駆逐隊司令を更迭され、後任の中原義一郎中佐（9月3日附発令）は9月10日に着任した。
なお、村上大佐は第二砲艦隊司令、第11特別根拠地隊附、永福丸砲艦長等を歴任し、最前線に立つ事はなかった。
9月9日、第24駆逐隊（海風、江風、涼風）はフロリダ諸島（ツラギ湾内）に敵輸送船6隻発見の偵察報告を受けてガ島に突入、哨戒艇1隻を撃破したが輸送船団は存在しなかった。ツラギの陸上砲台から砲撃されたが、被害無く、無事に帰投した。
9月11日、駆逐艦3隻（海風、江風、夕立）は陸軍青葉支隊のガ島輸送を実施、悪天候に悩まされつつ揚陸を完了した。
9月13日、ガダルカナル島ヘンダーソン飛行場に対する日本陸軍総攻撃に呼応して、外南洋部隊は支援行動にあたる。主隊・支援隊（鳥海、青葉、古鷹、衣笠、天霧）等は囮船団と共に適宜行動し、奇襲隊（川内、敷波、吹雪、涼風）、陽炎隊（陽炎、白雪）、第7駆逐隊（漣、潮）、第19駆逐隊部隊（浦波、叢雲、夕立）、第24駆逐隊（海風、江風）もガダルカナル島へ向かった。しかし日本軍の飛行場占領は失敗し、駆逐隊（海風、江風、浦波、叢雲、夕立）は対地砲撃を実施したあと帰途についた。
ガ島の戦局に不安を感じた日本陸軍第十七軍は、輸送船佐渡丸（護衛、駆逐艦嵐）に乗船してソロモン諸島に到着した陸軍青葉支隊のガ島投入を決定する。奇襲部隊指揮官（橋本三水戦司令官）は、増援輸送とガ島突入をかねて部隊を編成、駆逐艦4隻（漣、潮、吹雪、涼風）は14日夜にルンガ泊地に突入した。続いて奇襲隊（川内、海風、江風、浦波、敷波、嵐、叢雲、白雪）もガ島へ向かうが、ヘンダーソン飛行場未占領という事態をうけて川内はショートランド泊地へ帰投。駆逐艦部隊のみて揚陸を実施した。川口支隊の攻撃失敗により外南洋部隊各隊・各艦はラバウルやショートランド泊地へ帰投し、奇襲隊も増援部隊という区分に戻された。
9月中旬、日本軍はガダルカナル島に対する増援輸送を強化することになった。9月18日、増援部隊指揮官はアメリカ軍の輸送船団ルンガ泊地侵入の情報により直率隊（川内、浦波、白雪、叢雲、浜風）による出撃を決意し、同時に有賀幸作第4駆逐隊司令に駆逐艦4隻（嵐、海風、江風、涼風）によるガ島輸送を命じた。幾度かの計画変更の末、輸送隊は18日夜のガ島揚陸に成功した。
この頃のソロモン諸島は月明期に入ったため、アメリカ軍機による夜間空襲を受ける可能性が高まっていた。9月24日、第24駆逐隊司令中原義一郎中佐（海風座乗）指揮下の駆逐艦4隻（海風、江風、涼風、浦風）は、陸兵と道路構築用の土木用具を搭載してガ島へ向かうが、アメリカ軍機の夜間空襲を受けて揚陸を断念するに至った。この戦闘で「海風」と陽炎型11番艦「浦風」が小破、増援部隊は鼠輸送の一時中止に至った（再開は10月1日より）。
9月26日、第17駆逐隊（谷風、浦風、浜風、磯風）と第24駆逐隊（海風、江風、涼風）は外南洋部隊（第八艦隊）から除かれた。また、同日附で第二水雷戦隊旗艦も川内型2番艦「神通」から長良型軽巡洋艦2番艦「五十鈴」に変更されている。前進部隊（第二艦隊・第二水雷戦隊）に復帰した第24駆逐隊は、順次トラック泊地に戻った。「海風」は工作艦「明石」に横付して修理に従事した。その後、10月10日までトラック泊地で待機、次期作戦準備をおこなう。

### ガダルカナル島の戦い（10月以降）
10月11日、二水戦司令官田中頼三少将が指揮する第二水雷戦隊（軽巡五十鈴〔二水戦旗艦〕、第15駆逐隊《親潮、黒潮、早潮》、第24駆逐隊《海風、江風、涼風》、第31駆逐隊《高波、巻波、長波》）はガダルカナル島ヘンダーソン飛行場に対し艦砲射撃を実施予定の第三戦隊（金剛型戦艦《金剛、榛名》〔三戦隊司令官栗田健男中将・海兵38期〕）を護衛してトラックを出撃。対するアメリカ軍は10月11日-12日のサボ島沖海戦に勝利して外南洋部隊支援隊（第六戦隊）を撃退したが、大小の損害を受けて消耗した米艦隊（指揮官ノーマン・スコット少将）もガ島海域から撤収した。
10月13日から14日にかけての深夜に行われたヘンダーソン基地艦砲射撃で、第15駆逐隊・第24駆逐隊は第三戦隊（金剛、榛名）の直衛、第31駆逐隊は警戒隊、応援に派遣された第19駆逐隊はガ島〜ルッセル諸島の哨戒隊として行動、長波がアメリカ軍魚雷艇を撃退した。ヘンダーソン飛行場はかなりの損害を受けたが、航空隊および日本軍が知らなかった新造滑走路（戦闘機用）が健在だった。このため第四水雷戦隊（司令官高間完少将：旗艦秋月、第2駆逐隊《村雨、五月雨、夕立、春雨》、第27駆逐隊《時雨、白露、有明、夕暮》）が護衛してした高速輸送船団（吾妻山丸、南海丸、九州丸、佐渡丸、笹子丸、埼戸丸）は、10月15日ガ島揚陸中に空襲を受け輸送船3隻を喪失し、揚陸した物資も大部分を焼き払われてしまった。
10月26日の南太平洋海戦における第二水雷戦隊は、前進部隊（指揮官近藤信竹第二艦隊司令長官：旗艦愛宕）に所属し、第四戦隊（愛宕、高雄）、第三戦隊（金剛、榛名）、第五戦隊（妙高、摩耶）、第二航空戦隊（司令官角田覚治少将：空母隼鷹）と共に米軍機動部隊と交戦した。
11月上旬、第二水雷戦隊はショートランド泊地へ進出し、5日附で田中二水戦司令官は橋本信太郎三水戦司令官より増援部隊指揮官の職務を引き継ぐ。第二水雷戦隊は再びガダルカナル島への強行輸送作戦に従事することになった。
11月6日深夜、甲増援隊（第15駆逐隊《親潮、早潮、陽炎》、第24駆逐隊《海風、江風、涼風》、第31駆逐隊《巻波、高波、長波》、第10駆逐隊《夕雲、風雲》）はショートランドを出撃。途中でアメリカ軍機の空襲を受け駆逐艦2隻（高波、長波）が若干の損傷を受けた。輸送隊は深夜にタサファロング沖に到着して糧食を降ろし、傷病兵と便乗者を乗せて帰投した。
11月13日以降、増援部隊（早潮《田中司令官座乗》、親潮、陽炎、海風、江風、涼風、高波、巻波、長波、天霧、望月）は輸送船11隻を護衛し、ガダルカナル島に向かった（第三次ソロモン海戦）。だがアメリカ軍機の波状攻撃を受け輸送船6隻が沈没、1隻が大破して駆逐艦2隻（天霧、望月）護衛下で退避する。
田中司令官は残存輸送船4隻と駆逐艦9隻を指揮してガ島への進撃を続行。11月15日未明に輸送船4隻（廣川丸、山浦丸、鬼怒川丸、山東丸）はガダルカナル島タサファンログ泊地に座礁揚陸を強行するが、アメリカ軍機と米艦艇の攻撃で全滅した。増援部隊各艦は15日22時になりショートランド泊地へ戻った。
第三次ソロモン海戦の勝利により、ガダルカナル島への日本軍増援を阻止した連合軍は、パプアニューギニアのブナ地区へ上陸作戦を敢行、反攻に乗り出した。外南洋部隊は第三次ソロモン海戦を終えて帰投したばかりの各艦・各隊に対し、ブナ方面増援輸送を下令。南東方面は、従来のガダルカナル島に加え、東部ニューギニア方面でも連合軍に対処をせまられる。外南洋部隊指揮官三川軍一第八艦隊司令長官は麾下艦船にラバウル回航を下令し、第24駆逐隊もラバウルに回航された。
11月18日、第8駆逐隊司令指揮下の駆逐艦部隊（第8駆逐隊《朝潮》、第24駆逐隊《江風、海風》）は、鴻型水雷艇2隻と共にブナおよびラエへ輸送作戦を実施中、B-17の爆撃を受け「海風」は大破。航行不能となる。江風、荒潮にも若干の被害があった。「海風」は「朝潮」に曳航されてラバウルに戻った。ラバウルに停泊中だった第15駆逐隊2隻（親潮、陽炎）も海風救援のため出撃している。
「海風」は11月23日に外南洋部隊附属となり、11月と12月中は応急修理に従事した。外南洋部隊より前進部隊へ復帰後の12月26日、ラバウルを出発してトラック泊地へ回航される（28日着）。30日に高雄型重巡洋艦4番艦「摩耶」を護衛して横須賀へ向かった。同時に第二水雷戦隊司令官も田中頼三少将から小柳冨次少将（海軍兵学校42期）に交代した。

### 昭和18年前半の戦い
海風は1943年（昭和18年）1月6日に横須賀へ到着、9日に佐世保へ回航され修理に従事した。1月23日、小柳少将は退隊（第十戦隊司令官へ転任）、伊崎俊二少将（海兵42期）が新たな第二水雷戦隊司令官となる。また二水戦から「五十鈴」が外れ、二水戦旗艦は同隊に復帰した「神通」に変更された。
2月13日、海風駆逐艦長は杉谷中佐から三舩俊郎中佐に交代する。（杉谷中佐は2月23日より陽炎型駆逐艦3番艦黒潮駆逐艦長）。
2月下旬、本艦の修理は完了、同時期に24駆僚艦「涼風」は佐世保に帰投して修理に従事した。
「江風」はケ号作戦（ガダルカナル島撤退作戦）後に輸送船と衝突し、ラバウルで修理に従事していた。稼働艦は「海風」のみとなっており、このため第24駆逐隊司令中原義一郎大佐は2月24日附で同隊司令駆逐艦を「涼風」から「海風」に変更した。
2月28日、「海風」は夕雲型駆逐艦「清波」（25日附で二水戦・第31駆逐隊編入）と共に輸送船2隻を護衛して横須賀を出発、また駆逐艦2隻（大波、萩風）も空母「冲鷹」を護衛して同日横須賀を出発した。
3月6日、「江風」がラバウルからトラック泊地に到着する。3月8日、盤谷丸船団（海風、清波、盤谷丸、西貢丸）もトラック泊地に到着。21日には「江風」が香取型練習巡洋艦1番艦「香取」を護衛して内地へ向かった。
「海風」は23日から24日にかけて油槽船「日栄丸」の護衛にあたった。
26日には2隻（神通、海風）だけでトラック環礁内での訓練を行った。
24駆姉妹艦（江風、涼風）が内地で修理する一方、4月の大部分を訓練・トラック泊地周辺での船団護衛・輸送作戦に従事して過ごす。
4月11日から2日間、第15駆逐隊（親潮、黒潮、陽炎）と共に対潜掃蕩作戦に従事。「海風」は、第61駆逐隊司令大江覧治大佐指揮下の第一掃蕩隊（涼月、海風、夕暮）に区分されていた。
4月24日、駆逐艦4隻（海風、親潮、黒潮、陽炎）は南東方面部隊（外南洋部隊）に編入された。ニュージョージア諸島（コロンバンガラ島）への輸送作戦に従事することになった。3月3日には同方面輸送作戦中の駆逐艦2隻（村雨、峯雲）が米艦隊のレーダー射撃を受けて一方的に撃沈されており（ビラ・スタンモーア夜戦）、危険な任務であった。
4月25日、「海風」は陽炎型17番艦「萩風」と共に輸送船2隻を護衛してトラック泊地を出発した。
28日ラバウル着。先行した第15駆逐隊はソロモン諸島のニュージョージア島ムンダへ出発し、遅れて2隻（萩風、海風）もラバウルを出発。ショートランド諸島（ショートランド泊地）に進出した。ソロモン諸島に対する第15駆逐隊と第4駆逐隊（萩風、海風）の第一回・第二回輸送は無事に成功した。
5月7日、第五次コロンバンガラ輸送のため第15駆逐隊（親潮、黒潮、陽炎）がブカ島を出撃。翌5月8日、第15駆逐隊はアメリカ軍が敷設した機雷と、続く空襲ののち3隻とも沈没。輸送任務を終え帰投中だった「萩風」と「海風」は、当時まだ沈んでいなかった「親潮」と「陽炎」救援のために反転した。触雷を覚悟して沈没現場を捜索したが、舟艇でやってきた陽炎士官より3隻の沈没と生存者陸上収容を知らされ、ラバウルに帰投した。黒潮駆逐艦長杉谷永秀中佐（2月まで海風駆逐艦長）も生還している。
5月10日、「海風」は外南洋部隊から前進部隊に復帰し、ラバウルからトラック泊地に向かう。第八艦隊司令長官鮫島具重中将は、指揮下を離れる本艦および乗組員の労をねぎらった。
トラック泊地に帰投した5月12日、連合軍はアリューシャン列島のアッツ島に上陸を敢行、アッツ島の戦いが始まった。連合艦隊は主戦力を東京湾に集結し北方作戦に備えることを決定。前連合艦隊長官山本五十六大将の遺骨（4月18日海軍甲事件で戦死）内地帰還を兼ねて、戦艦「武蔵」（古賀峯一連合艦隊長官座乗）がトラック泊地より内地へ帰ることになる。
5月17日、駆逐艦5隻（第24駆逐隊《海風》、第27駆逐隊《時雨、有明》、第61駆逐隊《初月、涼月》）は戦艦3隻（武蔵、金剛、榛名）、空母飛鷹、重巡2隻（利根、筑摩）を護衛してトラック泊地を出発。5月22日、横須賀帰着（武蔵のみ木更津冲入泊）。
5月24日、駆逐艦「海風」、「潮」と測量艦「筑紫」は空母「冲鷹」、「雲鷹」、巡洋艦「鹿島」を護衛して横須賀を出発。29日トラック到着。トラック泊地近海で油槽船「玄洋丸」の護衛に従事する。6月から7月にかけても輸送船や空母の護衛任務に従事した。
6月5日に「海風」と「江風」はトラックより出発し、ポナペからナウルへの陸戦隊輸送の従事して6月10日にトラックに戻った。
7月8日、第24駆逐隊司令は中原大佐から久保田智大佐（海兵46期）に交代した（中原は8月20日より、夕雲型駆逐艦3隻《涼波、藤波、早波》で編成された第32駆逐隊司令）。
7月12日、コロンバンガラ島沖海戦で第二水雷戦隊旗艦神通が沈没、神通沈没時に伊崎俊二少将（第二水雷戦隊司令官）と二水戦司令部将兵も全員戦死した。そこで帝国海軍は第四水雷戦隊を解隊して同隊司令官高間完少将および同水戦司令部を横滑りさせ、あらたな第二水雷戦隊を編成した。7月20日時点での第二水雷戦隊（司令官高間完少将）は、旗艦長良、第31駆逐隊（大波、清波、巻波、長波）、第27駆逐隊（時雨、有明、夕暮、白露）、第24駆逐隊（涼風、江風、海風）、附属艦（玉波、島風、五月雨、神通〔書類上在籍〕）という戦力であった。
「海風」は7月19日にトラック泊地を出発、トラック泊地より横須賀まで空母を護衛したあと佐世保に回航され25日より入渠修理をおこなった。レーダーの装備も行っている。

### 昭和18年後半の戦い
「海風」の修理は8月15日に完了した。同日附で阿賀野型軽巡洋艦2番艦「能代」が第二水雷戦隊に編入、二水戦旗艦は「長良」から「能代」に変更となった。
8月17日、主力部隊（戦艦3隻《大和、長門、扶桑》、空母《大鷹》、巡洋艦3隻《愛宕、高雄、能代》、駆逐艦部隊《涼風、海風、秋雲、夕雲、若月、天津風、初風》）として呉を出撃し、23日トラックへ進出。トラック到着後、24駆司令駆逐艦は「海風」に変更された。
同時期、アメリカ軍はベララベラ島に上陸を開始、ニュージョージア島の戦いは緊迫の度合いを増していた。8月25日、第24駆逐隊（海風、涼風）は第十四戦隊司令官伊藤賢三少将（旗艦那珂）の指揮下、巡洋艦2隻（那珂、高雄）を護衛してラバウルへの輸送作戦に従事。27日にラバウルに到着して陸兵を揚陸すると、29日にトラックへ戻った。
9月2日、第三艦隊司令長官小沢治三郎中将指揮下の機動部隊前衛に編入される。同日、アメリカ潜水艦スナッパーが駆逐艦「雷」と海防艦六連に護衛された輸送船5隻を襲撃、六連と輸送船1隻を撃沈した。第24駆逐隊（海風、涼風）は駆潜艇と共に現場海域に出動したがスナッパーを補足できず、トラック泊地に戻った。
9月16日、トラック泊地環礁内で3隻（能代、海風、涼風）による戦闘訓練実施中、「涼風」の魚雷1本を喪失。つづいて小沢機動部隊（第三艦隊《翔鶴、瑞鶴、金剛、榛名、利根、筑摩、阿賀野、涼月、初月、若月、浦風》、第二艦隊《愛宕、高雄、摩耶、鳥海、妙高、羽黒、能代、海風、江風、涼風、玉波》）の一隻としてマーシャル諸島のエニウェトク環礁（ブラウン環礁）に進出するが特に戦闘はおきず、9月末にはトラック泊地に戻った。
10月3日、駆逐艦3隻（若月、長波、海風）で対潜掃蕩を実施。
10月6日、給油艦風早が米潜水艦スティールヘッドとティノサに襲撃され、16時30分に沈没した。
駆逐艦2隻（海風、初風）は急遽第十四戦隊（旗艦五十鈴）の指揮下に入った。3隻（五十鈴、海風、初風）は風早遭難現場におもむくが同艦はすでに沈没しており、「海風」は風早乗組員154名、「初風」は98名を救助した。
同時期、アルフレッド・E・モントゴメリー少将率いるアメリカ軍第14任務部隊（エセックス級航空母艦3、インディペンデンス級航空母艦3、重巡4、軽巡4、駆逐艦24）がウェーク島を空襲した。第14任務部隊はハワイに帰投したが、連合艦隊・軍令部ともマーシャル諸島におけるアメリカ軍機動部隊との決戦を想定し、10月11日にはアメリカ軍機動部隊ハワイ出撃の情報を入手。連合艦隊は大和型戦艦2隻や翔鶴型航空母艦2隻を含むトラック泊地の水上艦艇を総動員し、ブラウン環礁を経由してウェーク島西方にむかった。海風以下第二水雷戦隊（能代、大波、巻波、長波、海風、涼風、島風）も小沢機動部隊に同行した。だが日本軍が信じていたアメリカ軍機動部隊出撃は誤報であり、各艦隊は10月26日にトラック泊地へ戻る。一連の行動で大量の燃料を消費したため艦隊の燃料は著しく逼迫し、のちに『連合艦隊の大散歩』と言われた。
10月20日、第十一水雷戦隊司令官木村進少将（旗艦「山城」）が指揮する丁三号輸送部隊（扶桑型戦艦《山城》、航空戦艦《伊勢》、軽巡《龍田》、第32駆逐隊《早波、涼波、藤波》）が、陸軍増援部隊と戦艦部隊の弾薬を輸送してトラック泊地へ到着する。
10月31日、第24駆逐隊に朝潮型（満潮型）駆逐艦「満潮」が編入され、同隊は駆逐艦3隻（海風、涼風、満潮）編制となる。
同日、第十一水雷戦隊司令官（旗艦「伊勢」）が率いる戦艦2隻（伊勢、山城）、空母2隻（隼鷹、雲鷹）、巡洋艦2隻（利根、龍田）、駆逐艦4隻（海風、涼風、谷風、曙）はトラック泊地を出発。
11月5日午前5時、暗号解読により豊後水道近海で日本艦隊を待ち伏せていたアメリカ潜水艦ハリバットが丁三号輸送部隊を襲撃した。5時35分、「隼鷹」艦尾に魚雷1本が命中し、右舷機械室の浸水と舵故障により直進不能となった。午前10時頃より「利根」に曳航されて約5-6ノットで被雷海域を離脱し、6日に母港・呉へ帰投した。海風以下、他の艦に被害はなかった。
11月6日、第24駆逐隊（海風、涼風）は佐世保に到着、入渠修理作業をおこなった。前日附で海風駆逐艦長は三舩中佐から、中尾小太郎少佐（10月25日まで峯風型駆逐艦14番艦波風駆逐艦長）へ交代している。
僚艦「満潮」は11月下旬に呉（瀬戸内海）に回航された。
12月1日、修理完了。
12月3日、第24駆逐隊（海風、涼風、満潮）は桂島泊地に集結した。だが満潮は空母2隻（雲鷹、瑞鳳）護衛のため横須賀に回航され、別行動となった。
12月中旬から下旬にかけて、駆逐艦3隻（海風、涼風、潮）は輸送船4隻（日蘭丸、良洋丸、日美丸、但馬丸）の釜山からトラック泊地進出を護衛。12月26日夕刻にトラック泊地南水道着、翌朝到着。28日附で3隻（海風、涼風、潮）は内南洋部隊に編入され、海上機動第1旅団のマーシャル諸島進出を護衛することになった。12月30日、2隻（海風、潮）は第一分団（但馬丸、日美丸）を護衛してトラック泊地を出発、クェゼリン環礁へ向かう。1944年1月中旬までブラウン環礁、ロイ＝ナムル島、クェゼリン環礁各地を航海した。なおマーシャル諸島に配備された各部隊は、1月下旬〜2月上旬のクェゼリンの戦いおよびエニウェトクの戦いによって全滅した。

### 昭和19年の戦い
1944年（昭和19年）1月12日、「海風」はウォッジェ環礁で陸兵を揚陸していた。
同日、マロエラップ環礁のタロア島で陸兵を揚陸していた「潮」がアメリカ軍のB-25中爆5機の空襲を受けて損傷し、最大発揮速力20ノットとなった。13日、2隻（海風、潮）はクェゼリン環礁に到着した。
1月18日、丁船団第一分団および護衛2隻（海風、潮）はトラック島に帰着。またポナペ島方面の輸送を担当していた「涼風」もトラック泊地に帰着した。
1月19日、二水戦部隊（能代、早波、若葉、初霜）に護衛されて横須賀回航中の空母2隻（瑞鳳、雲鷹）を、暗号解読により待ち伏せていたアメリカ潜水艦ハダック、ハリバット、タリビーが襲撃し、ハダックの雷撃で「雲鷹」が中破、「瑞鳳」は横須賀へ先行し雲鷹隊はサイパンに避難した。
古賀峯一連合艦隊司令長官より救援を命じられた駆逐艦3隻（海風、涼風、浦風）はただちにトラックを出撃する。だが連合艦隊の命令により2隻（浦風、涼風）は反転、トラック泊地にもどった。「海風」には工作艦「明石」から派遣された救難作業班と排水ポンプを移載しており、サイパンで雲鷹隊と合流した。
1月21日、「海風」は雲鷹警戒任務を駆逐艦「早波」と交代し、二水戦（能代、早波）はサイパンを出港して横須賀に向かった。
その前日、トラック泊地を出発したばかりの駆逐艦「皐月」と給糧艦「伊良湖」を、アメリカ潜水艦シードラゴンが襲撃。被雷した「伊良湖」は航行不能となっていた。救難を命じられた涼風は23時に伊良湖遭難現場着。さらに重巡洋艦「鳥海」や第7駆逐隊（潮、曙）等も救援にかけつけ、「伊良湖」は沈没を免れてトラック泊地へ向かった。
1月25日、伊良湖救援後、輸送船護衛任務についた「涼風」はアメリカ潜水艦スキップジャックの雷撃により、北緯09度00分 東経157度27分 / 北緯9.000度 東経157.450度地点で轟沈した。乗組員の大多数が戦死した。
涼風喪失の前日（1月24日）、連合艦隊は雲鷹護衛隊（海風、潮、曙、皐月）の編成と、初春型駆逐艦4番艦「初霜」（第21駆逐隊）のトラック帰投を発令。だが、久保田24駆司令は海風乗組員の被服や荷物を陸揚げしていることから本艦の内地回航を取りやめ、「海風」と「初霜」を入れ替えるよう要請。護衛艦は駆逐艦4隻（皐月、潮、曙、初霜）に変更された。
1月27日、雲鷹隊（雲鷹、皐月、潮、曙、初霜）はサイパンを出発、重巡「高雄」等の支援を受けつつ横須賀に帰投した。
1月28日、「海風」は3113船団を護衛してサイパンを出発、トラックへ向かう。
2月1日11時22分、「海風」はトラック泊地南水道でアメリカ潜水艦ガードフィッシュに雷撃された。魚雷1本が「海風」の右舷機械室艦底附近で爆発し、11時50分に沈没した。アメリカ軍による沈没地点北緯07度10分 東経151度43分 / 北緯7.167度 東経151.717度。戦死者約50名。
同泊地停泊中の駆逐艦2隻（島風、白露）は海風遭難の報告を受けて現場に向かい、対潜掃蕩を実施した。
同日、24駆僚艦の「満潮」もトラック泊地に到着、生還した久保田司令は司令駆逐艦を「満潮」に変更した。2月10日、久保田大佐は横須賀鎮守府附となり、第24駆逐隊司令職を離れる。同日附で中尾少佐も海風駆逐艦長の職務を解かれ、佐世保鎮守府附となった。
3月18日、久保田大佐は軽巡名取艦長へ転任となった（名取沈没時に戦死）。
3月31日、海風は白露型、
帝国駆逐艦籍から除籍された。
また本艦の沈没により第24駆逐隊に所属した白露型/海風型4隻（海風、江風、山風、涼風）は全隻沈没、第24駆逐隊は第16駆逐隊と共に同日附で解隊された。

## 公試成績

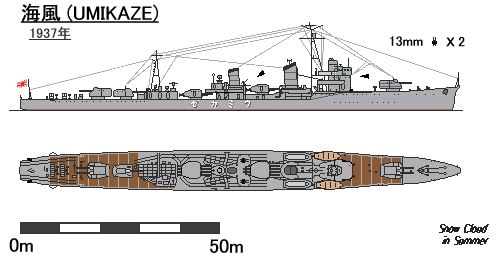
竣工時の「海風」艦型図

| 時期   | 排水量 | 出力      | 速力   | 実施日                   | 実施場所 | 備考 |
| ------ | ------ | --------- | ------ | ------------------------ | -------- | ---- |
| 新造時 |        | 42,590shp | 34.6kt | 1937年（昭和12年）4月9日 | 宮津湾外 | 全力 |

## 歴代艦長
艤装員長
1. 成冨武光 少佐：1936年12月1日[11] - 1937年4月15日[13]

駆逐艦長
1. 成冨武光 少佐/中佐：1937年4月15日[13] - 1938年12月15日[19]
2. 渡邉保正 少佐：1938年12月15日[19] - 1939年10月15日[20]
3. 飛田健二郎 少佐/中佐：1939年10月15日[20] - 1941年7月25日[22]
4. 清水逸郎 中佐：1941年7月25日[22] - 1942年4月25日[28]
5. 杉谷永秀 中佐：1942年4月25日[28] - 1943年2月10日[119]
6. 三舩俊郎 中佐：1943年2月10日[119] - 1943年11月5日[202]
7. 中尾小太郎 少佐：1943年11月5日[204] - 1944年2月10日[249]